# 樺太・西柵丹強盗殺人事件
樺太・西柵丹強盗殺人事件（からふと・にしさくたんごうとうさつじんじけん）は、第二次世界大戦中の樺太で発生した強盗殺人事件。死刑が確定したが特殊事情により恩赦となり、無期懲役に減刑された。

## 事件の概要
樺太の日ソ国境に近い間宮海峡に面した西柵丹でS（当時48歳）は、1550円もの借金を抱えていた。返済に窮したSは1944年（昭和19年）10月22日に事業所の詰所で就寝中の知人（当時53歳）を手斧で殺害し現金1060円を強奪したが、間もなく逮捕された。
Sは直ちに戦時強盗殺人ならびに戦時住居侵入罪で起訴され1945年3月17日に樺太地方裁判所は死刑判決を言い渡し、戦時により二審制になっていたため東京の大審院（現在の最高裁判所）へ上訴したが同年7月7日に棄却され死刑が確定した。Sの身柄は樺太刑務所から処刑台のある札幌刑務所に移送する手続きに入った。

## 執行不能・恩赦
日本が8月15日に連合国に対し無条件降伏したため戦争が終結した。樺太刑務所は、樺太へ侵攻したソ連軍によって8月17日に接収され、刑務官と受刑者は北海道への脱出を余儀なくされた。
Sは札幌刑務所に移送されたが、数年経過しても法務当局からの死刑執行命令が出されることはなかった。Sの裁判謄本や公判記録など、Sを有罪と認定した証拠は樺太地方裁判所が保管しており、死刑執行手続きのためには、証拠を法務省刑事局（司法省刑事局）の担当検事へ送付して審査のうえ、法務大臣（司法大臣）に死刑執行命令を決裁するため上申する必要があったが、Sの裁判に関する関係書類は非常事態のため搬出する時間的余裕がなく、また返還される見込みもなかった。そのため死刑執行手続きが不可能となり、死刑執行の可能性もなかった。
Sの境遇をみかねた刑務所所長が1949年に恩赦を中央更生保護委員会に出願した。法務当局も委員会も執行が不可能なら恩赦もやむなしと結論を出し、同年12月24日、恩赦法6条によるSの個別恩赦が閣議で了承され、Sは無期懲役に減刑された。

## 類似の事件
同じ樺太のオホーツク海に面した落合で、1944年9月10日に樺太帝国燃料社の社員（当時27歳）とその母親（同時62歳）が殺害され現金5円と腕時計が奪われる強盗殺人放火未遂事件が発生した。この事件ではX（当時36歳）が逮捕され、樺太地方裁判所が1945年7月15日に死刑判決を出した。
Xは上訴していたが樺太がソ連に占領されたためSと同様に北海道に移送された。Xの上訴は東京高等裁判所への控訴に引き継がれたが、一審の裁判記録がSと同様に滅失していたため、1947年9月22日に「一審判決が正しかったか証明できない」として控訴棄却無罪となりXは釈放された。この事態に札幌地検が再起訴を試みたが、Xは失踪したために身柄拘束が叶わず、1962年9月21日に公訴時効が成立している。